# Angela Boškin
Angela Boškin, slovenska medicinska sestra, * 6. junij 1886, Pevma, † 28. julij 1977, Pevma.

## Življenje in delo
Rodila se je v slovenski kmečki družini. Iz številne družine z devetimi otroki je 20-letna odšla na Dunaj gospodinjit starejšemu bratu. Leta 1912 se je odločila za poklic medicinske sestre in bila sprejeta na dunajsko porodniško-ginekološko kliniko. Med 1. svetovno vojno je delala v raznih vojaških bolnišnicah ter 1918 diplomirala iz socialno zdravstvenega dela skrbstvenih sester, ter tako postala prva jugoslovanska diplomirana otroška negovalka in medicinska sestra. Po vojni je na Jesenicah ustanovila posvetovalnico za matere in dojenčke. V letih 1922−1926 je predavala v Ljubljani na enoletni šoli za medicinske sestre. Leta 1926 je v Trbovljah odprla posvetovalnico za otroke. Po vrnitvi v Ljubljano (1939) se je najprej zaposlila na Higienskem zavodu in kasneje do upokojitve 1944 v Zdravstvenem domu v Škofji Loki. Med okupacijo je na Gorenjskem skrbela za ilegalce. Po upokojitvi se je preselila v rojstno Pevmo, kjer se je udeleževala v prosvetni dejavnosti. Bila je agilna v društvu Naš prapor in članica glavnega odbora Demokratične fronte Slovencev.
Za zasluge pri organizaciji dispanzerske dejavnosti in otroških posvetovalnic so ji podelili prvo zlato značko medicinskih sester. Odlikovana pa je bila tudi z redom zaslug za ljudstvo s srebrnimi žarki.